# Michel Gerbal
Michel Gerbal est un poète et dramaturge français.
Son recueil Eldorado a obtenu le prix Val-de-Seine 2002.

## Œuvre
- Eldorado : première maison, première partie, éd. Éditinter, 2002  (ISBN 2914227825).

- Les Thèses Inconnues  : le Théâtre Constant,deuxième  maison , éd. le Bréchet , 2018  (ISBN 9782956314004).